# سجلات نارنيا: الأمير قزوين
سجلات نارنيا: الأمير قزوين (بالإنجليزية: The Chronicles of Narnia: Prince Caspian)‏ هو فيلم مغامرة تم إنتاجه في المملكة المتحدة والولايات المتحدة سنة 2008. الفيلم من إخراج اندرو ادمسون. تم إصدار الفيلم في الولايات المتحدة في 16 مايو 2008 وهو من بطولة بن بارنز وبيتر دنكليج ووليام موسلي وانا بوبلويل.

## بطولة
- بيتر دنكليج
- بن بارنز
- وليام موسلي
- آنا بوبلويل
- جورجي هينلي

## القصة
أبناء عائلة (بيفينسي) الأربعة يعودون مرة أخرى إلى مملكة نارنيا، ليكتشفوا أن مئات السنوات قد مرت على آخر مرة كانوا فيها هناك. الملك الشرير (ميراز) قد تولى مقاليد الحكم هناك. بمساعدة المجهود البطولي للفأر (ريبسيب) يصلون إلى وريث العرش المنفي بعيدا عن البلاد؛ الأمير (كاسين)، ليبدؤوا في التخطيط بمساعدة (أصلان) للانقلاب مرة أخري على الحاكم، وإعادة الأمير لحقه الشرعي.

## الممثلون والشخصيات
- بن بارنز (بدور: الأمير قزوين)
- وليام موسلي
- اسكندر كينز
- آنا بوبلويل
- جورجي هينلي
- بيتر دنكليج

## الميزانية والإيرادات
بلغت تكلفة إنتاج الفيلم حوالي 225 مليون دولار بينما حقق أرباحا تقدر بـ 419,665,568 دولار.

## وصلات خارجية
- سجلات نارنيا: الأمير قزوين على موقع IMDb (الإنجليزية)
- سجلات نارنيا: الأمير قزوين على موقع ميتاكريتيك (الإنجليزية)
- سجلات نارنيا: الأمير قزوين على موقع روتن توميتوز (الإنجليزية)
- سجلات نارنيا: الأمير قزوين على موقع نتفليكس (الإنجليزية)
- سجلات نارنيا: الأمير قزوين على موقع قاعدة بيانات الأفلام العربية
- سجلات نارنيا: الأمير قزوين على موقع ألو سيني (الفرنسية)
- سجلات نارنيا: الأمير قزوين على موقع Turner Classic Movies (الإنجليزية)
- سجلات نارنيا: الأمير قزوين على موقع أول موفي (الإنجليزية)
- سجلات نارنيا: الأمير قزوين على موقع بوكس أوفيس موجو (الإنجليزية)
- سجلات نارنيا: الأمير قزوين على موقع فيلمافينيتي (الإسبانية)

1. 1 2  مذكور في: قاعدة بيانات الأفلام على الإنترنت. مُعرِّف قاعدة بيانات الأفلام على الإنترنت (IMDb): tt0499448. الوصول: 21 مايو 2020. لغة العمل أو لغة الاسم: الإنجليزية.
2. 1 2 3  وصلة مرجع: https://www.siamzone.com/movie/m/5118. الوصول: 13 أبريل 2016.
3. 1 2 3 4  مذكور في: قاعدة بيانات الأفلام التشيكية السلوفاكية. الوصول: 2 فبراير 2025. لغة العمل أو لغة الاسم: التشيكية. تاريخ النشر: 2001.